# Skansen

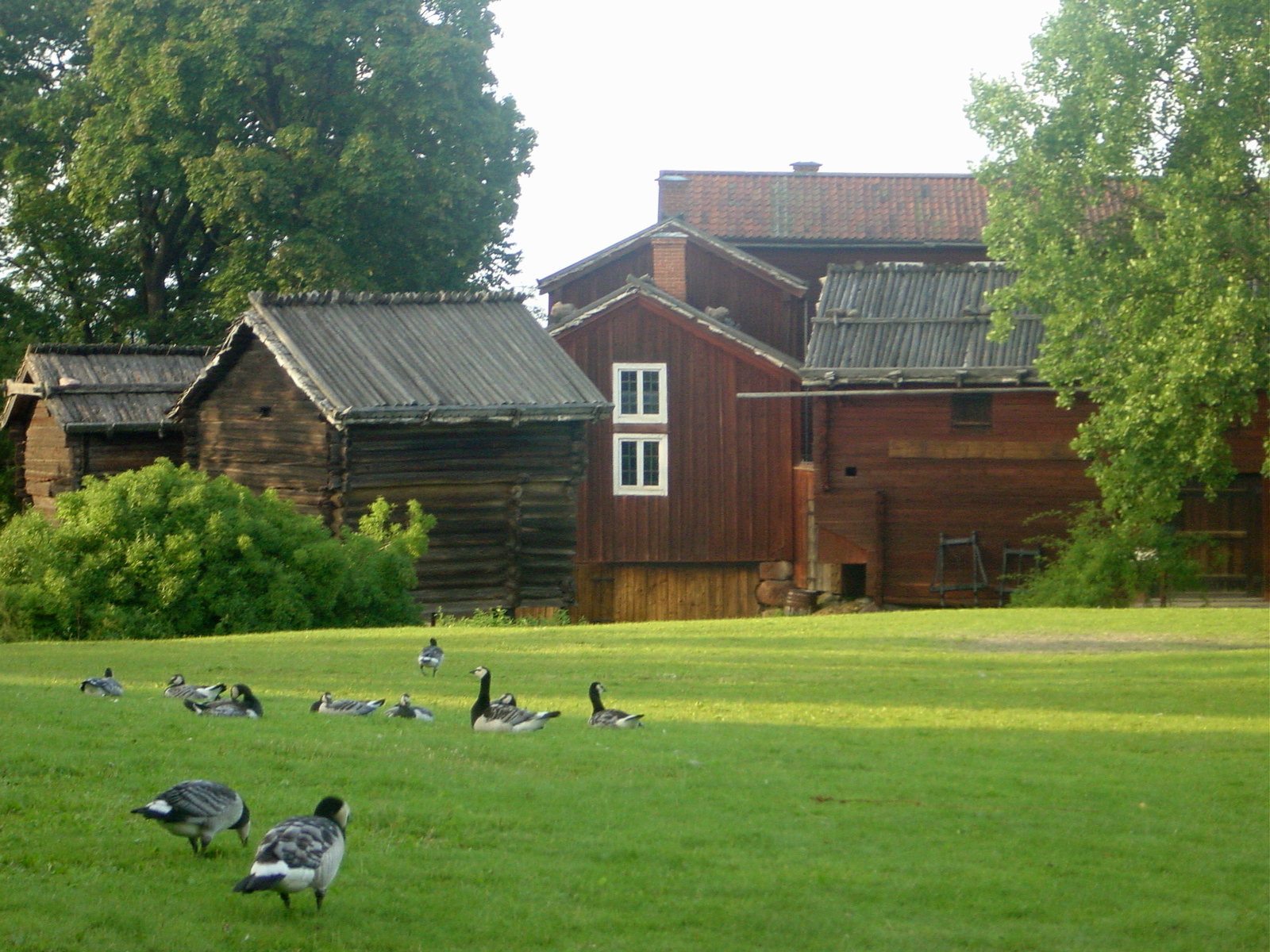
Népi épületek, az előtérben szabadon élő ludakkal

A Skansen (ejtsd kb.: szkanszen) Stockholm egyik legkedveltebb kiránduló- és pihenőhelye, a világ legrégebbi szabadtéri néprajzi múzeuma. Az építészeti, néprajzi emlékeket bemutató szabadtéri múzeumokat napjainkban a svéd intézmény nevének átvételével, de németes kiejtéssel világszerte skanzeneknek is nevezik.

## Fekvése
A Skansen a svéd főváros Djurgården (ejtsd kb.: jűrgórden) nevű szigetén található. A svéd Skansen név jelentése „a sánc”, ami egy ott található egykori katonai építményre utal. A Solliden, a Skansen legmagasabb pontja pompás kilátást biztosít a városra és a Balti-tengerre vezető vízi útra.

## Kiállításai és programjai
A Skansenben 150 történelmi épületet láthatunk: házakat, farmokat, műhelyeket, amelyek történelmi hűséggel mutatják be a svéd nép életét a középkortól napjainkig. De nem csak holt épületeket találunk a Skansenben, hanem egy kisebb állatkertet a Skandináviában honos állatokkal, kézművesműhelyeket, ahol munka közben láthatjuk az üvegfúvókat, kovácsokat, valamint egy jelenleg is a használatban lévő templomot. Mindezeken túl még szabadtéri színpadnak (rendszeres koncert- és táncprogramokkal), étteremnek, kávézóknak is helyt ad a Skansen.